# 青森県道260号石川百田線
青森県道260号石川百田線（あおもりけんどう260ごう いしかわももたせん）は、青森県弘前市を通る一般県道である。

## 概要
弘前市石川で国道7号弘前バイパスから分岐し、堀越・松森・代官町・撫牛子を経て百田で再び国道7号に合流するかつての国道7号区間である。

### 路線データ
- 起点 : 弘前市大字石川[1]（国道4号・国道104号交点）
- 終点 : 弘前市大字百田[1]（国道7号交点）

## 歴史
- 1978年（昭和53年）9月30日 - 青森県が県道に認定する[1]。

## 路線状況

### 重複区間
- 青森県道3号弘前岳鰺ケ沢線 : 弘前市和徳町から土手町

## 地理

### 交差する道路
- 国道7号（弘前市大字石川、起点）
- 青森県道41号弘前環状線（弘前市大字石川字春仕内）
- 青森県道236号石川停車場線（弘前市大字石川）
- 青森県道13号大鰐浪岡線・青森県道127号石川土手町線（弘前市大字石川）
- 青森県道144号平賀門外線（弘前市門外）
- 青森県道128号松木平撫牛子停車場線（弘前市門外）
- 青森県道109号弘前平賀線（弘前市松森町）
- 青森県道3号弘前岳鰺ケ沢線・青森県道127号石川土手町線（弘前市土手町）
- 青森県道31号弘前鯵ケ沢線（県道3号重複区間）
- 青森県道17号弘前停車場線（県道3号重複区間）
- 青森県道3号弘前岳鰺ケ沢線（弘前市和徳町）
- 国道7号（弘前市撫牛子）
- 青森県道128号松木平撫牛子停車場線（弘前市撫牛子）
- 青森県道41号弘前環状線（弘前市撫牛子）
- 国道7号（弘前市大字百田、終点）

### 沿線の施設など
単独区間
- 東北自動車道 大鰐弘前IC（大鰐方面からの入路）
- 弘前市立石川中学校
- 石川駅
- 弘前市役所 石川出張所
- 石川温泉
- 北海道東北名鉄運輸
- 弘前警察署 石川交番
  - JA津軽みらい ガソリンスタンド
- JA津軽みらい 石川支店
- 堀越城跡
- 和徳郵便局
- 弘前市立大成小学校
- スーパーホテル弘前

県道3号重複区間
- 弘前パークホテル
- 秋田銀行 弘前支店
- 青森みちのく銀行 弘前営業部・上土手町支店
- 弘前市立和徳小学校
- 弘前プラザホテル